# Hastisetae
Hastisetae (l. poj. hastiseta) – rodzaj szczecinek, występujący szczególnie u larw niektórych chrząszczy z rodziny skórnikowatych.
Typowe hastisetae są nitkowate, kolczaste i włóczniowato zakończone. Spełniają funkcję obronną. Gdy larwa jest spokojna położone są wzdłuż ciała, a w razie irytacji najeżają się. Mają one zdolność do oddzielania się od ciała w razie ataku drapieżnika. Występują w kępkach na końcowych (kaudalnych) tergitach odwłoka.
Innymi formami szczecinek używanymi do obrony są: nudiseta i spiciseta.